# Lightning Bolt (Pearl Jam)
| Recensione | Giudizio |
| ---------- | -------- |
| AllMusic   |          |

Lightning Bolt è il decimo album in studio del gruppo statunitense Pearl Jam, pubblicato il 15 ottobre 2013.

## Descrizione
Contrariamente al disco precedente, Lightning Bolt presenta canzoni più lunghe e un sound sperimentale che Mike McCready ha definito «la logica continuazione di ciò che era stato Backspacer.» Stone Gossard ha aggiunto che la band si è sentita maggiormente a proprio agio durante il processo di produzione e che è stato «un leggero ritorno a quel tipo di cose più particolari che abbiamo fatto, per esempio, tra No Code e Binaural.» Alcune canzoni dell'album sono state ispirate da Pink Floyd, Dead Kennedys e Neil Young. Gossard ha sottolineato inoltre come le canzoni presentino un arrangiamento e una produzione meno invadente rispetto a quelle di Backspacer. Una delle tracce del disco, Sleeping by Myself, era stata precedentemente incisa da Eddie Vedder per il suo album solista Ukulele Songs nel 2011, per poi venire nuovamente registrata dai Pearl Jam su volere del produttore Brendan O'Brien.
Durante la composizione dei testi di Lightning Bolt, Vedder ha cercato di utilizzare un approccio meno criptico e più spontaneo rispetto al passato. Le canzoni discutono relazioni durature, malafede (Getaway, Mind Your Manners), lo stato del mondo (Infallible) e la transitorietà della vita (Pendulum), tematiche che Vedder ha riassunto come «gli stessi misteri che ho cercato di svelare per un paio di decenni.» Il cantante in un primo momento era timoroso di trattare argomenti delicati come la mortalità, tuttavia si convinse che l'unico modo per esorcizzare certe paure era quello di affrontarle in maniera diretta.

## Tracce
Testi di Eddie Vedder.
1. Getaway – 3:26 (musica: Eddie Vedder)
2. Mind Your Manners – 2:38 (musica: Mike McCready, Eddie Vedder)
3. My Father's Son – 3:07 (musica: Jeff Ament)
4. Sirens – 5:41 (musica: Mike McCready)
5. Lightning Bolt – 4:13 (musica: Eddie Vedder)
6. Infallible – 5:22 (musica: Jeff Ament, Stone Gossard)
7. Pendulum – 3:44 (musica: Jeff Ament, Stone Gossard)
8. Swallowed Whole – 3:51 (musica: Eddie Vedder)
9. Let the Records Play – 3:46 (musica: Stone Gossard)
10. Sleeping by Myself – 3:04 (musica: Eddie Vedder)
11. Yellow Moon – 3:52 (musica: Jeff Ament)
12. Future Days – 4:22 (musica: Eddie Vedder)

## Formazione
- Eddie Vedder – voce, chitarra, ukulele
- Stone Gossard – chitarra
- Mike McCready – chitarra
- Jeff Ament – basso
- Matt Cameron – batteria, percussioni

### Altri musicisti
- Ann Marie Calhoun – violino
- Boom Gaspar – pianoforte, tastiere
- Brendan O'Brien – pianoforte su Future Days

## Successo commerciale
Lightning Bolt è diventato il quinto album dei Pearl Jam a debuttare al primo posto della Billboard 200, vendendo all'incirca 166 000 copie negli Stati Uniti durante la prima settimana. Nella seconda settimana è sceso al secondo posto e ha registrato altre 46 000 copie. L'album ha inoltre raggiunto il primo posto in Canada, con 23 000 copie vendute nella prima settimana, ed è diventato il secondo disco consecutivo del gruppo a debuttare in vetta alla classifica Billboard Canadian Albums. In Australia è diventato l'ottavo lavoro del gruppo ad aver raggiunto il primo posto delle ARIA Charts. Lightning Bolt ha debuttato al secondo posto della Official Albums Chart, regalando ai Pearl Jam il loro miglior piazzamento in classifica nel Regno Unito dai tempi di Vs. (che raggiunse il secondo posto nel 1993). L'album ha inoltre raggiunto il secondo posto in Italia, Norvegia, Nuova Zelanda, Paesi Bassi e Svizzera.
Al 57º Grammy Awards, nel febbraio 2015, l'album ha vinto il premio Best Recording Package.

## Classifiche

### Classifiche settimanali
| Classifica (2013)          | Posizione massima |
| -------------------------- | ----------------- |
| Australia                  | 1                 |
| Austria                    | 3                 |
| Belgio (Fiandre)           | 1                 |
| Belgio (Vallonia)          | 4                 |
| Canada                     | 1                 |
| Danimarca                  | 3                 |
| Finlandia                  | 8                 |
| Francia                    | 20                |
| Germania                   | 4                 |
| Irlanda                    | 1                 |
| Italia                     | 2                 |
| Norvegia                   | 2                 |
| Nuova Zelanda              | 2                 |
| Paesi Bassi                | 2                 |
| Polonia                    | 3                 |
| Portogallo                 | 1                 |
| Regno Unito                | 2                 |
| Regno Unito (rock & metal) | 1                 |
| Repubblica Ceca            | 8                 |
| Scozia                     | 2                 |
| Spagna                     | 3                 |
| Stati Uniti                | 1                 |
| Stati Uniti (alternative)  | 1                 |
| Stati Uniti (digital)      | 1                 |
| Stati Uniti (hard rock)    | 1                 |
| Stati Uniti (rock)         | 1                 |
| Stati Uniti (tastemaker)   | 1                 |
| Svezia                     | 12                |
| Svizzera                   | 2                 |
| Ungheria                   | 9                 |

### Classifiche di fine anno
| Classifica (2013)         | Posizione |
| ------------------------- | --------- |
| Australia                 | 75        |
| Belgio (Fiandre)          | 39        |
| Belgio (Vallonia)         | 132       |
| Canada                    | 47        |
| Italia                    | 30        |
| Paesi Bassi               | 30        |
| Stati Uniti               | 99        |
| Stati Uniti (alternative) | 16        |
| Stati Uniti (hard rock)   | 5         |
| Stati Uniti (rock)        | 24        |
| Svizzera                  | 81        |
| Classifica (2014)         | Posizione |
| Belgio (Fiandre)          | 103       |
| Italia                    | 74        |
| Stati Uniti               | 194       |
| Stati Uniti (alternative) | 25        |
| Stati Uniti (hard rock)   | 9         |
| Stati Uniti (rock)        | 44        |